# ICE-M
Der Begriff ICE-M (Abk. für InterCityExpress Mehrsystem) bezeichnet ein Forschungsvorhaben in den 1980er- und 1990er-Jahren, zur Entwicklung eines mehrsystemfähigen Intercity-Express-Zuges für den grenzüberschreitenden Verkehr. Der Begriff war ebenfalls die vorläufige Bezeichnung für die Hochgeschwindigkeitszüge, die aus diesem Projekt hervorgehen sollten.
Die Triebköpfe des Zuges sollten als Baureihe 411 (heute: ICE T) bezeichnet werden, die Mittelwagen als Baureihe 811.

## Geschichte

### Grundsatzstudie

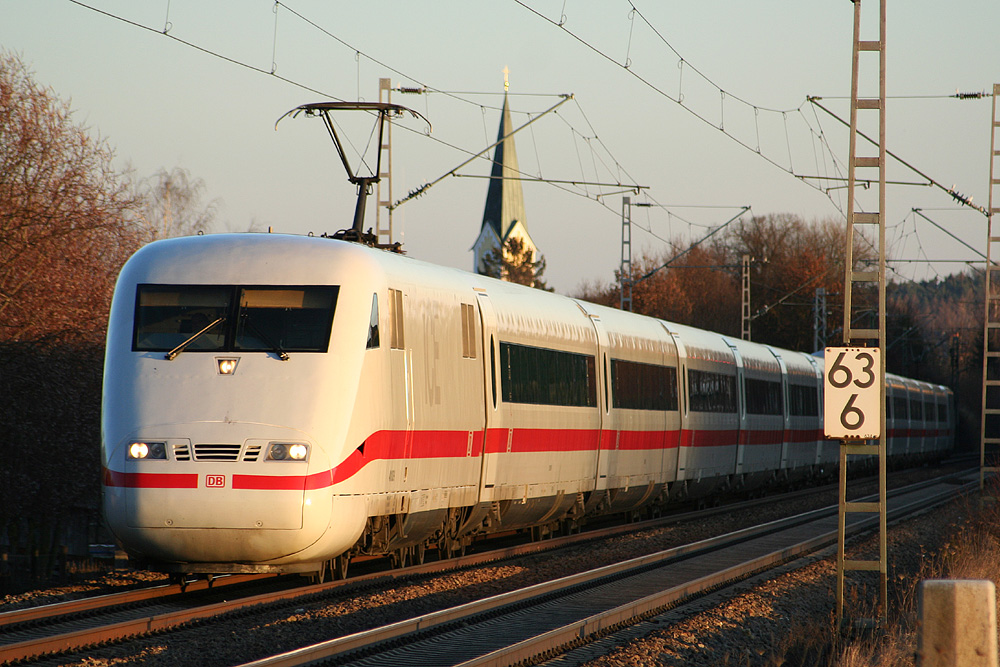
Der zwischen 1991 und 1993 in Dienst gestellte ICE 1 verkehrt heute in Deutschland, Österreich und der Schweiz

Bereits Mitte der 1980er-Jahre arbeitete die Deutsche Bundesbahn an einem ICE für mehrere Stromsysteme.
Eine erste Konzeptstudie der damaligen Deutschen Bundesbahn und den Schienenfahrzeug-Herstellern, mit Unterstützung des Bundesforschungsministeriums, untersuchte zum Ende der 1980er-Jahre die Anforderungen an einen Hochgeschwindigkeits-Triebzug für den internationalen Verkehr. Die Deutsche Bundesbahn beauftragte dazu im Frühjahr 1989 die Industrie mit der Entwicklung einer ICE-Mehrsystemvariante. Technische Basis war der ab Juni 1991 im Fahrgastverkehr eingesetzte ICE 1.
Für die Haupt-Verkehrsströme nach Belgien, die DDR, Frankreich, die Niederlande, nach Italien, Skandinavien, Österreich, Osteuropa und die Schweiz war mit einem Bedarf von etwa einhundert Zügen gerechnet worden. Diese sollten je 200 Meter lang sein und 370 Passagieren Platz bieten. Etwa die Hälfte der Triebzüge wäre von der damaligen Bundesbahn zu beschaffen gewesen, die weiteren Einheiten von den europäischen Partnerbahnen.
Schwerpunkte der Überlegungen bildeten dabei die Kompatibilität mit verschiedenen Bahnstrom-Systemen der Nachbarländer und die Antriebsausrüstung. Die wesentlichen Parameters des geplanten Zuges wurden dabei durch das Lastenheft für Hochgeschwindigkeitszüge bestimmt, das die damaligen Staatsbahnen Deutschlands, Frankreichs, der Niederlande und Belgiens am 17. Januar 1986 verabschiedet hatten. Das Konzept sah modulare Züge vor, die jeweils für bestimmte Ländergruppen ausgerüstet werden sollen. Ein Einheitstriebzug schien aufgrund der unterschiedlichen Voraussetzungen der verschiedenen Länder und der Erwartung, bestimmte Fahrzeuge in festgelegten Umläufen einzusetzen, wirtschaftlich nicht vertretbar. Aufbauend auf einer Grundversion sollten stattdessen Module für die zu befahrenden Länder nachgerüstet werden können.
Auf Basis der Grundsatzstudie sollten bis Ende 1993 zwei oder drei Prototypen als Viersystem-Variante gebaut werden (Stand: 1991). Diese Züge sollten, mit Ausnahme Großbritanniens, alle Normalspurnetze Europas befahren können. Zu den ersten Relationen sollten Amsterdam–Köln–Frankfurt am Main und Frankfurt am Main–Brüssel zählen, ab 1995 auch mit Verlängerungen nach Österreich und in die Schweiz. Für diese ersten Relationen waren etwa 20 Triebzüge vorgesehen.
Bereits Mitte 1988 war eine Arbeitsgruppe des Internationalen Eisenbahnverbandes gegründet worden, die sich mit der „Entwicklung einheitlicher Lösungen für Mehrsystem-Triebfahrzeuge“ befasste. Ende 1988 verkehrte der ICE-Vorläuferzug InterCityExperimental in Frankreich eine Woche im Schlepp eines TGV (aufgrund verschiedener Stromsysteme konnte er nicht aus eigenem Antrieb verkehren). Damit, so die damalige Bundesbahn, sei gezeigt worden, dass der ICE grundsätzlich frankreich- bzw. europatauglich sei.

### Technik
Der Zug sollte den vielfältigen Anforderungen der europäischen Länder (z. B. Achslast, Lichtraumprofil, Zugfunk, Komfortmerkmale) Rechnung tragen.
Dabei sollten vier Bahnstrom-Systeme unterstützt werden:
- Wechselstrom als Basis: 15 kV 16 2⁄3 Hz (damalige Deutsche Bundesbahn, Deutsche Reichsbahn, ÖBB, SBB) sowie 25 kV 50 Hz (SNCF-Neubaustrecken, später auch jene der RENFE)
- Gleichstrom optional: 3 kV (SNCB, FS) und 1,5 kV (SNCF-Altstrecken, NS)

Weitere wesentliche Parameter waren dabei:
- Spurweite: 1435 mm (Normalspur)
- Lichtraumprofil nach UIC 505-1/2
- Triebzug mit Triebköpfen an beiden Enden, dazwischen nicht angetriebene Mittelwagen
- Höchstgeschwindigkeit:
  - auf Neubaustrecken mit Wechselstrom: 300 km/h (350 km/h[2])
  - auf Ausbaustrecken und Neubaustrecken mit Gleichstrom: 220 km/h
- Dauerleistung[2]:
  - unter Wechselstrom: 2 × 3600 kW
  - unter Gleichstrom: 2 × 2500 kW
- statische Radsatzlast: 17 Tonnen
- maximale Kraft am Rad: 170 kN
- maximale Gradiente: 40 Promille[2]
- Druckschutz
- Schnellbremsweg bei voller Zuladung in der Ebene aus 300 km/h: 3500 Meter, bei 40 Promille: 7000 Meter; Magnetschienenbremsen, später möglicherweise Wirbelstrombremsen

In der höchstzugelassenen Radsatzlast von 17 t spiegelt sich die Grenze der, ausschließlich durch den TGV befahrenen, französischen Schnellfahrstrecken wider. Für die 1991 eröffneten deutschen Strecken, die auch dem schweren Güterverkehr dienen, war eine maximale Radsatzlast von 20 Tonnen ausreichend.
Als besonders schwierig wurde die Installation der zahlreichen nationalen Zugsicherungssysteme bewertet und die Notwendigkeit einer technischen Harmonisierung (heute in Form von ETCS) hervorgehoben. Auch die verschiedenartigen Zugfunksysteme wurden als Schwierigkeit identifiziert (heute harmonisiert durch GSM-R).
Am 17. März 1988 einigten sich dieselben vier Staatsbahnen auf Konzeptionelle Vorgaben für Hochgeschwindigkeitszüge. Dabei wurde ein Zug auf Basis der Parameter von 1986 genauer projektiert. Die Gesamtmasse des Zuges sollte bei 450 Tonnen liegen, wobei in den Triebköpfen bei einer Masse von je 68 Tonnen (17 Tonnen Achslast) je vier Spannungssysteme eingerichtet werden sollten. Die Maximalleistung unter Wechselstrom sollte je Triebkopf bei 4,15 Megawatt, die Dauerleistung bei 3,6 Megawatt liegen. Bei Gleichstrom bei rund 2 Megawatt (1,5 Kilovolt) bzw. 2,5 Megawatt (3 Kilovolt). Als Bremssysteme der Triebköpfe waren Scheibenbremsen, Widerstandsbremsen und Netzbremsen vorgesehen.
In sechs Mittelwagen sollten 114 Sitzplätze der ersten Klasse sowie 263 Plätze der zweiten Klasse eingerichtet werden. Nach einer Studie des Design-Centers der Bundesbahn sollte die Bestuhlung der des ICE 1 ähneln. Die Großraumbereiche sollten in Reihen- und Vis-a-vis-Bereichen ausgeführt werden, bei einem Sitzteiler (zwei Reihen) von 1880 Millimeter in der zweiten sowie 2100 Millimeter in der ersten Klasse, dazu drei bzw. vier Abteile je Wagen. Auch ein Konferenz- sowie ein Kinderabteil sowie ein halber Speisewagen mit Bistro (Stehtische) war vorgesehen. Die Achslast der Mittelwagen sollte bei 13 Tonnen liegen, die Breite mit 2890 Millimetern im Hinblick auf das internationale UIC-Profil etwas niedriger liegen als beim ICE 1 (3020 Millimeter).
Im Gegensatz zum ICE 1 sollte der ICE-M stirnseitig automatische Kupplungen erhalten, um in Doppeltraktion verkehren zu können. Aufgrund der geringen Zuglänge sollten die beiden Triebköpfe über eine Hochspannungs-Dachleitung miteinander verbunden werden.

### Weitere Forschung
Noch im März 1988 wurde dem Bundesforschungsministerium ein Förderantrag vorgelegt. Demnach sollte ab Anfang 1990 zunächst eine Vorserie von fünf Triebzügen gebaut werden, die ab Mitte der 1990er Jahre mit 300 km/h verkehren sollten.
Kurz vor seinem Ausscheiden aus dem Amt entschied Bundesverkehrsminister Warnke, die Entwicklung eines mehrsystemfähigen ICE-Zuges zu fördern. Auf Basis der Grundsatzstudie entschied Bundesforschungsminister Heinz Riesenhuber im Jahr 1989, die konkrete Entwicklung eines mehrsystemfähigen Hochgeschwindigkeitszuges zu fördern. Das Ministerium übernahm dabei etwa 40 Prozent der Entwicklungskosten. Die Fördersumme des Ministeriums lag bei 18,3 Millionen D-Mark. Eine erste Serie von etwa fünf Zügen, die bereits ab 1993 auf der Relation Paris–Brüssel–Köln verkehren sollten, war nicht Gegenstand der Förderung.
Bereits zwischen 1972 und 1990 war die Grundlagenforschung des spurgeführten Schnellverkehrs mit etwa 450 Millionen D-Mark gefördert worden.
Durch das Projekt sollten die Marktchancen der damaligen Bundesbahn im europäischen Schienenpersonenverkehr gestärkt werden. Auch galt das Projekt als nationaler Beitrag für einen möglichen einheitlichen europäischen Hochgeschwindigkeitszug (später projektiert als High Speed Train Europe).
Bei der Übergabe des ersten Serien-Triebkopfes der Baureihe 401 hatte Bundesforschungsminister Riesenhuber erwartet, dass die ersten Züge für den grenzüberschreitenden Verkehr 1992 zur Verfügung stehen würden. Der Wirtschaftsplan der Bundesbahn für 1990 sah dabei eine Milliarde D-Mark für neunzehn weitere ICE-Züge sowie sieben Züge mit Mehrsystemausrüstung vor.
Mit einer Wagenbreite von 3020 Millimetern hätten die Züge 132 Millimeter über dem von der UIC international zugelassenen Wert von 2888 Millimetern gelegen.

### Zwei-System-ICE für die Niederlande
Interesse an einer Zwei-System-Variante des ICE hatten, noch vor der Betriebsaufnahme des nationalen ICE-Systems im Jahr 1991, die Nederlandse Spoorwegen gezeigt. Überlegungen sahen einen – im Vergleich zum bis zu 411 Meter langen ICE 1 – relativ kurzen Zug vor, der im niederländischen Gleichstromnetz 220 km/h und in Deutschland 300 km/h erreichen sollte. Auch der Einsatz auf niederländischen Neubaustrecken (unter 25 Kilovolt Spannung) wurde überlegt. Der Leistungsbedarf hätte nach überschlägigen Berechnungen bei etwa 6 Megawatt gelegen. Lange vor dem ab 1996 in Betrieb genommenen ICE 2 entstand daraus schließlich ein Konzept, das einen Halbzug mit einem Triebkopf von 4 Megawatt Leistung und einem angetriebenen Steuerwagen mit 2 Megawatt Leistung vorsah. Der 20.560 Millimeter lange Steuerwagen, damit genauso lang wie der Triebkopf, sollte dabei neben Maschinen- und Gepäckraum auch drei Abteile der ersten Klasse mit 18 Sitzplätzen umfassen. Die Laufdrehgestelle sollten eine Luftfederung erhalten, die Trittstufen für Bahnsteige der DB (76 Zentimeter) und der NS (84 Zentimeter) optimiert werden. Die Breite des Zuges sollte mit dem ICE 1 übereinstimmen, die Radsatzlast der Triebköpfe bei 19,5 Tonnen liegen.
Eine Realisierung des Konzeptes hätte bis 1995 erfolgen können. Da es nicht gelang, ein tragfähiges, langfristiges Marketingkonzept zu entwickeln (insbesondere da die DB mit der ICE-Einführung beschäftigt war), wurde die Planung abgebrochen.

## Grenzüberschreitender ICE-Verkehr heute

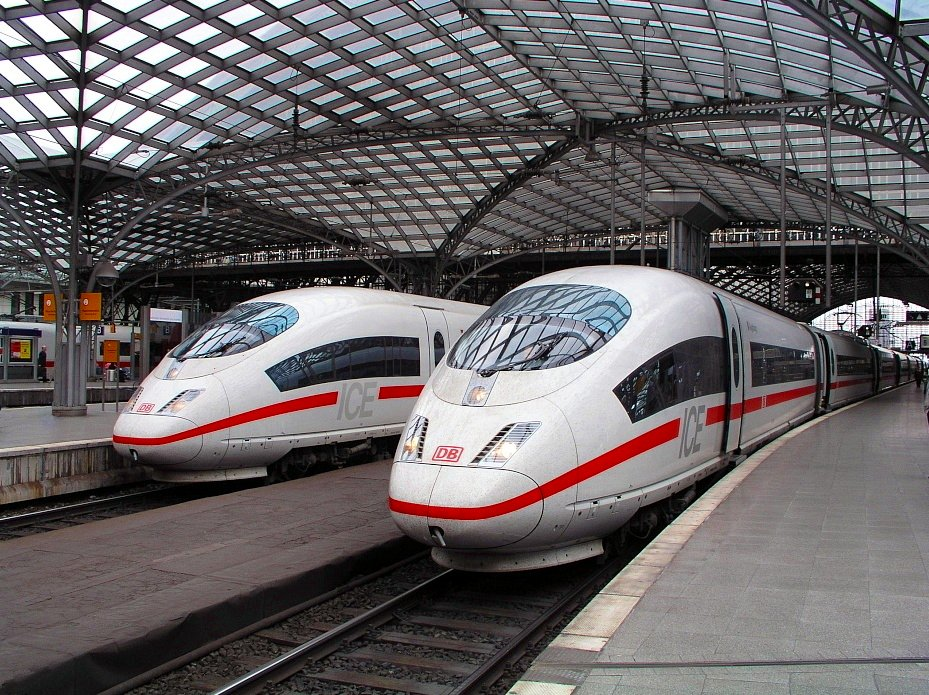
ICE 3 im Hauptbahnhof Köln. Von 67 Einheiten sind 17 mehrsystemfähig.

Die Ergebnisse des Projektes fanden Einzug in die Ende der 1990er-Jahre gebauten ICE 3M der Deutschen Bahn. Heute verkehren 33 mehrsystemfähige ICE-Züge (Baureihen 406 und 407) zwischen Deutschland und den Nachbarländern Belgien, Frankreich und den Niederlanden. Davon gehören 30 der DB und drei der NS. Ein weiterer der ursprünglich 17 ICE3-M/F-Züge (Baureihe 406) war verunfallt und wurde nicht wiederhergestellt. Seit Mitte Juni 2024 wurden die ICE 3M im Betrieb nach Amsterdam und Brüssel durch die ICE 3neo (Baureihe 408) abgelöst. Die 16 verbleibenden Züge der Baureihe 406 sollen von DB Fernverkehr nicht weiter eingesetzt werden, da sie sich mit ihrer Mehrsystemtechnik als störanfällig erwiesen haben.
Ein Teil der ICE-1-Flotte verkehrte bei gleicher Betriebsspannung (15 kV 16,7 Hz Wechselspannung) nach Österreich und in die Schweiz, ebenso einige ICE T. Die Einsystemfahrzeuge ICE 3 (Baureihe 403) verkehren bis zum Bahnhof Basel SBB. Verbindungen zu Zielbahnhöfen im Landesinneren der Schweiz werden mit entsprechend ausgerüsteten Garnituren des ICE 4 durchgeführt. Von Dezember 2007 bis 2017 verkehrten einige ICE TD zwischen Deutschland und Dänemark. 